# المخاطر التنفسية لحمامات السباحة الداخلية

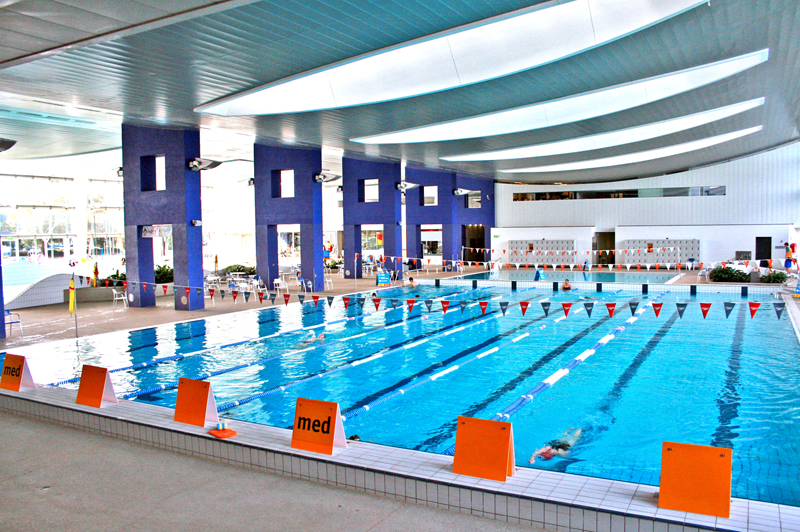
حمام سباحة

المخاطر التنفسية لحمامات السباحة الداخلية يمكن أن تشمل السعال، الصفير، الربو، وفرط الاستجابة للمجاري الهوائية (تشنجات في أنابيب الشعب الهوائية في الرئتين مما يسبب السعال وضيق الصدر). يتم تطهير مياه البرك بواسطة مواد كيمائية، ويمكن أن تتفاعل المواد الكيميائية المستخدمة في تطهير مياه البركة مع المركبات العضوية الموجودة في الماء لتكوين منتجات ثانوية للتطهير أو عوامل DBP. والتعرض لهذه المنتجات العضوية هي السبب المحتمل لأعراض الجهاز التنفسي عند السباحين. وقد أظهرت دراسات متعددة العلاقة المحتملة بين التعرض المزمن للمواد العضوية (DBPs) والأعراض التنفسية بين السباحين المتنافسين، ولكن هناك حاجة إلى إجراء المزيد من الأبحاث حول تأثيرات هذه المواد (DBPs) على السباحين الترفيهيين، إذ أن الدراسات التي قامت على السباحين الترفيهيين تظهر انخفاض خطر أعراض التنفس بسبب انخفاض التعرض لهذه المواد. وأُجريت بعض الدراسات على أطفال أصغر سنا فيما يخص التعرض للمواد العضوية (DBPs)، وقد تبين أن الرئتين الغير ناضجة هي أكثر عرضة لاستيعاب المزيد من هذه المواد (DBPs).